# Nyanzari (vattendrag i Cankuzo)
Nyanzari är ett vattendrag i Burundi.   Det ligger i provinsen Cankuzo, i den nordöstra delen av landet, 160 km öster om huvudstaden Bujumbura.
I omgivningarna runt Nyanzari växer huvudsakligen savannskog. Runt Nyanzari är det ganska tätbefolkat, med 93 invånare per kvadratkilometer.